# パズル通信ニコリのパズル一覧
パズル通信ニコリのパズル一覧（パズルつうしんニコリのパズルいちらん）は、パズル雑誌「パズル通信ニコリ」に掲載されている、または掲載されていたパズルの一覧である。

## ニコリのオリジナルのパズル

### 「オモロパズルのできるまで」出身
ニコリ162号で記載されたコーナー出身のパズル、およびそれ以降の号で二軍になったパズルは以下の通り。前述のコーナーの後ろのページ(二軍)に移ったものは☆印、コーナーから独立したものは○印で表した。括弧内には初登場年と号数を示す。また、180号時点でコーナー後ろ（二軍）の位置にあるものは太字で示す。
- アイスバーン☆（2004年・108号）
- アンドレ☆（2007年・120号）
- 因子の部屋○（2000年・92号）
- ウソワン☆（2016年・151号）
- お家へ帰ろう☆（2005年・111号）
- おれひとりシークワーズ○（2016年・155号）
- 書き取りスケルトン○（2004年・108号）
- 数コロ☆（1992年・40号）
- 漢字部品マット○（2001年・94号）
- カントリーロード☆（1997年・65号）
- キンコンカン☆（2005年・89号）
- クリーク☆（2005年・110号）
- クロット☆（2012年・138号、「クロユニット」から改名）
- 黒どこ○（1991年・34号、「黒マスはどこだ」から改名）
- ごきげんななめ☆（2003年・104号）
- さしがね☆（2011年・114号）
- さとがえり○（2002年・99号）
- 四角に切れ○（1989年・27号）
- 島国☆（2006年・117号）
- シャカシャカ○（2008年・108号）
- 縦横さん☆（2014年・146号、「縦横無陣」から改名）
- 数コロ☆（1992年・40号）
- ステンドグラス○（2003年・102号）
- ストストーン☆（2016年・156号）
- スラローム○（2006年・116号）
- スリザーリンク○（1989年・26号）
- セレクトワーズ○（2006年・115号）
- タイルペイント○（1995年・53号）
- ダブルチョコ○（2018年・163号）
- たすくえあ○（2008年・123号）
- タタミバリ☆（2004年・107号）
- タテボーヨコボー☆（2003年・103号）
- タめいロ○（2012年・138号）
- チェンブロ☆（2020年・173号）
- チョコバナナ☆（2021年・176号）
- 月か太陽☆（2016年・154号）
- 天体ショー○（2001年・96号）
- ドッキング漢字○（2010年・131号）
- ドッスンフワリ☆（2015年・151号）
- トライアングル☆（1988年・22号）
- 流れるループ☆（2014年・147号）
- ぬりかべ○（1991年・33号）
- ぬりみさき☆（2018年・163号）
- ぬりめいず○（2013年・145号）
- ネットワーズ○（2007年・121号）
- のりのり○（2008年・124号）
- パイプリンク☆（1993年・45号）
- 波及効果○（1998年・73号）
- 橋をかけろ○（1990年・31号）
- バッグ☆（1996年・60号）
- 美術館○（2001年・95号）
- ひとりにしてくれ○（1990年・29号）
- ファイブセルズ☆（2010年・133号）
- フィルオミノ○（1994年・47号）
- へびいちご☆（2009年・126号）
- へやわけ○（1992年・39号）
- ヘルゴルフ○（2013年・142号、「プロゴルファー」から改名）
- ペンシルズ○（2017年・158号）
- ボーダーブロック☆（1994年・49号）
- ホタルビーム☆（2000年・91号）
- ボックス☆（1989年・24号）
- ボンバーワーズ☆（2019年・167号）
- マイナリズム☆（2000年・93号）
- マカロ☆（2013年・143号）
- ましゅ○（2000年・90号）
- ミッドループ☆（2018年・162号）
- モチコロ☆（2002年・100号）
- やじさんかずさん☆（1998年・74号）
- ヤジリン○（1999年・86号）
- よせなべ☆（2011年・135号）
- よみどおり○（2012年・139号）
- LITS○（2004年・106号、「ヌルオミノ」から改名）
- リフレクトリンク☆（2004年・106号）

### その他のオリジナルパズル
以下、現在定期掲載されていないものは●印で表した。
- 解読ボード（隔号掲載）
- ナンバーリンク
- カナオレ●
- ケイスケ●
- ゴールは5●
- サムライン●
- 推理クロス
- ナンバータイル●
- 不眠ソリテア●
- マックロ●

## その他
- アルファベットの箱●
- 同じの探し●
- カックロ
- 碁石ひろい●
- クロスチック●
- クロスワード
- サムセレクション●
- シークワーズ●
- ジグソークロス
- ジグソー算●
- 神経衰弱
- 推理式●
- 数独
- スケルトンパズル●
- ナンクロ
- ナンスケ●
- ふくめん算
- プラスプラスプラス●
- プレイスワーズ●
- ブロックパズル●
- 間違い探し
- 虫食い算●
- 迷路
- 余計文字クロス●